# Pietro Floridia
Pietro Floridia (Modica, 5 maggio 1860 – New York, 16 agosto 1932) è stato un compositore italiano naturalizzato statunitense.

## Biografia
Compositore italiano. Nacque a Modica il 5 maggio 1860 da Francesco Floridia e Anna Napolino. Si applicò al pianoforte sin da piccolo sotto la guida della madre per poi iscriversi nel 1873 al Conservatorio di San Pietro a Majella di Napoli (uno dei più famosi istituti musicali del tempo), dove studiò pianoforte con Beniamino Cesi, composizione con Paolo Serrao e Lauro Rossi, storia ed estetica musicale con Federigo Polidoro.
Ancora allievo del conservatorio pubblicò le sue prime composizione che lo fecero conoscere a livello nazionale.
Nel 1879, a soli 19 anni, conseguì il diploma di composizione, di pianoforte e di direzione orchestrale. Nella primavera del 1882 la sua prima opera, Carlotta Clepier (in tre atti, su libretto di Antonio de Lerma dei Castelmezzano), fu rappresentata con successo al Circolo Nazionale di Napoli.
Apprezzato pianista, alla fine del 1885 iniziò alcune tournée in Italia e all'estero, eseguendo brani di sua composizione. 
Nel 1888 il Conservatorio Regio di Palermo, gli assegnava la cattedra di primo professore di pianoforte. L'anno successivo, con la sinfonia in re minore conseguì il primo premio ad un concorso indetto dalla Società del Quartetto di Milano. Ancora, nel 1892, consegue un altro prestigioso premio (sempre indetto dalla Società del Quartetto) con una Sonata per pianoforte in quattro tempi stile classico.
Nel 1892 lascia Palermo e si trasferisce a Milano, dove stringe amicizia con Arrigo Boito. Il 23 agosto 1894 la sua opera Maruzza (su proprio libretto) fu rappresentata al Teatro Malibran di Venezia; il libretto fu tradotto in tedesco da L. Hartmann e l'opera rappresentata al teatro Municipale di Zurigo il 13 novembre 1896.
Nel 1896 ricevette l'incarico dal comitato, costituitosi a Bergamo in vista delle celebrazioni del centenario della nascita di Gaetano Donizetti, di scrivere una Ouverture festiva per tale occasione, lavoro che ebbe la sua prima esecuzione il 27 novembre 1897 al Teatro alla Scala di Milano.
Nel 1896 fu così definito dal Bӧrsen Courier di Berlino "si è di un tratto insediato nel primissimo rango della giovane scuola italiana".
L'8 maggio 1899 la sua opera La colonia libera (in quattro atti su libretto di Luigi Illica) fu rappresentata con successo al Teatro Costanzi di Roma e l'anno successivo al Teatro Carignano di Torino.
Nel 1900 è autore della traduzione ritmica del Tristano e Isotta di Richard Wagner, rappresentato alla Scala di Milano sotto la direzione di Arturo Toscanini.
Nel 1904 decide di emigrare negli Stati Uniti. Il 6 aprile arriva ad Ellis Island, nei pressi di New York, per trasferirsi, nel 1906, a Cincinnati, dove per due anni insegna al College of Music. Tornato a New York nel 1908, vi riprese l'insegnamento. Nel 1910 - su commissione degli organizzatori della Ohio Valley Exposition - compose l'opera Paoletta, tratta da The Sacred Mirror di Paul Jones. L'opera, dedicata a Robert R. Reynolds, fu rappresentata per la prima volta, sotto la direzione dello stesso compositore, nella Music Hall di Cincinnati, riscuotendo un grande successo. Fu replicata in teatro per 29 giorni consecutivi, e, stando alle cronache dell'epoca, tra il pubblicò vi furono anche Theodore Roosevelt e il suo successore William Howard Taft. Nel 1913 organizzò e diresse a New York l'Orchestra Sinfonica Italiana, ma l'impresa non ebbe il successo sperato. 
Nel 1930 la American Opera Society di Chicago gli assegnò la David Bispham Medal.
Nel 1932, poco prima di morire, portò a termine una nuova orchestrazione dell'opera Maruzza; quest'ultimo lavoro, intitolato Malia, è rimasto inedito.
Morì il 16 agosto 1932, a New York, nella stanza 554 dell'Harkness Presbiterian Hospital.

## Composizioni

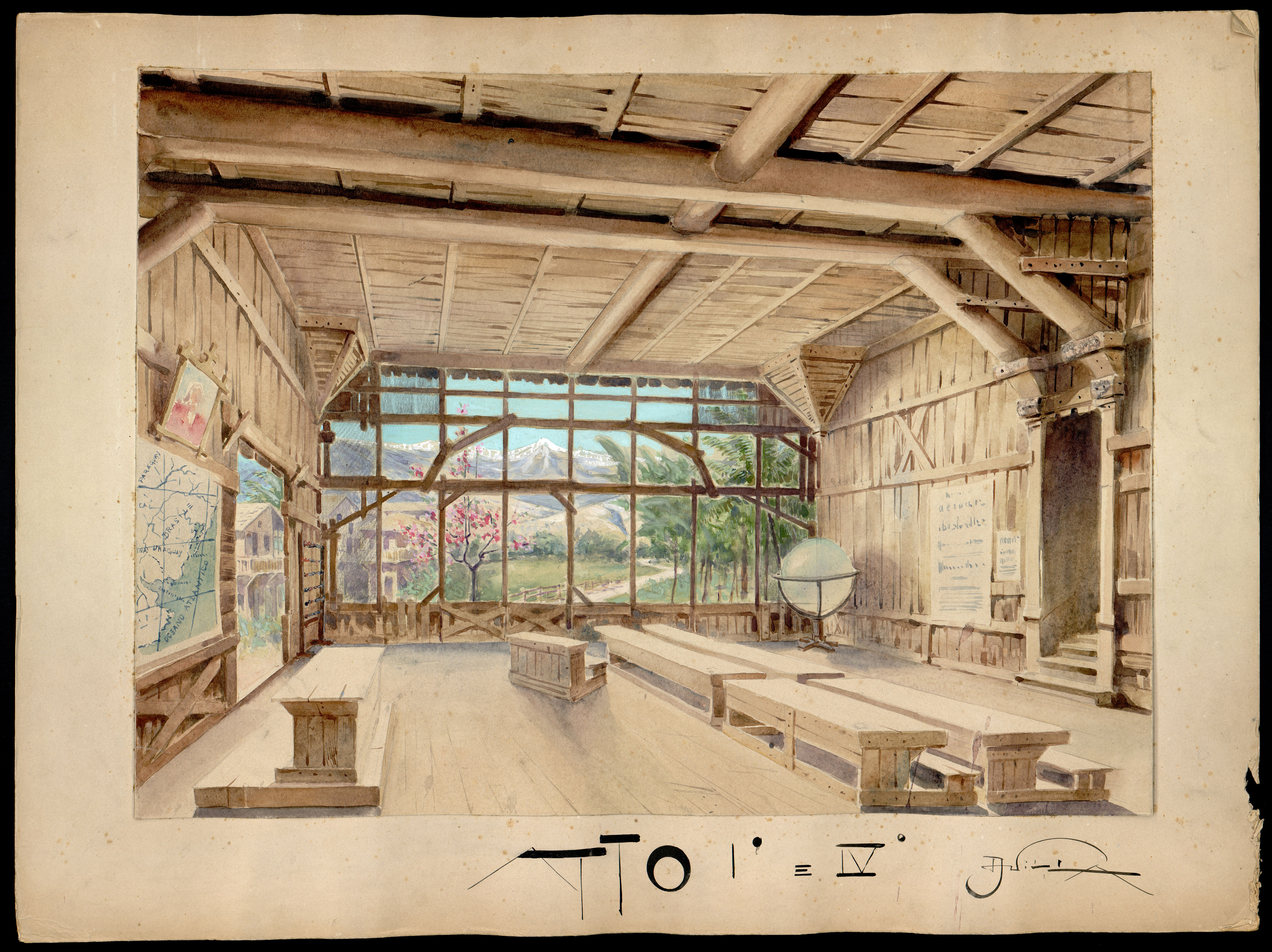
La scuola (la Casa del Comune), bozzetto per La colonia libera atto 1, 4 (1899). Archivio Storico Ricordi

### Opere per pianoforte
- 2 Pensieri d'album per pianoforte (1878)
- Alla campagna: album per pianoforte op. 5 (1881)
- Improvisations pour piano op. 7 (1881)
- Tre pensieri musicali per pianoforte op.11 (1881)
- Serenata per pianoforte op. 1 (1889)
- Minuetto per pianoforte op. 2 (1889)
- Bluette: (Feuillet d'Album) pour piano op. 3 (1889)
- Cache-cache: scherzo per pianoforte op. 4 (1889)
- Orient: scènes pittoresques pour piano op. 6 (1890)
- Suite nella forma antica per pianoforte op. 8 (1891)
- Six pièces pour le piano op. 9 (1895)
- Six pièces pour piano op. 10 (1898)
- Foglio d'album per pianoforte (fine XIX secolo)
- Huit morceaux pour piano op. 14 (1903)

### Opere per voce e pianoforte
- 4 Songs op. 23 (1915)
- Songs op. 35 (1917)

### Opere per voce
- Madrigale del Rinascimento italiano per contralto o basso op. 16 (1909)

### Opere sinfoniche
- Sinfonia in re minore (1889)
- Ouverture festiva (1897)

### Opere liriche
- Carlotta Clepier (1882)
- Maruzza (1894)
- La colonia libera (1899)
- The Scarlat Letter (1907) non rappr.
- Paoletta (1910)
- Malìa (1932) non rappr.

### Traduzioni
- Raccolta di 12 canzoni celebri di Johannes Brahms op. 49 e op. 94
- Tristano e Isotta: opera in tre atti di Richard Wagner

### Raccolte
- Early Italian Songs and Airs (1923)

### Intermezzi
- A Florentine tragedy di Oscar Wilde (1917)